# Virgularia schultzei
Virgularia schultzei är en korallart som beskrevs av Kükenthal 1910. Virgularia schultzei ingår i släktet Virgularia och familjen Virgulariidae. Inga underarter finns listade i Catalogue of Life.